# ボス・モアナロア
クルー・ティピニ・モアナロア（Crew Tipene Moanaroa , 1991年7月12日 - ）は、オーストラリア・ニューカッスル出身のプロ野球選手（一塁手）。オーストラリアン・ベースボールリーグのキャンベラ・キャバルリーに所属。マオリ族である。

## 経歴

### プロ入り前
オーストラリアのニューカッスルで生まれ、ニュージーランドのハミルトンで育つ。現在は両国の二重国籍を保持している。

### プロ入りとレッドソックス傘下時代
2009年に、ボストン・レッドソックスと契約を結んだ。この年は、傘下ルーキーリーグのガルフ・コーストリーグ・レッドソックスで29試合に出場した。
2010年は、傘下ルーキーリーグのガルフ・コーストリーグ・レッドソックスで18試合に出場した。
2011年は、傘下ショートシーズンAのローウェル・スピナーズで58試合に出場した。
2012年は、傘下Aのグリーンビル・ドライブで110試合に出場した。また、11月には、台湾で開催された第3回WBC予選のニュージーランド代表に選ばれた。
2013年は、傘下Aのグリーンビル・ドライブで84試合に出場した。

### キャンベラ時代
2014年は所属球団がなく、2015年からはオーストラリアン・ベースボールリーグのキャンベラ・キャバルリーでプレー。2016年シーズンオフは日本の独立リーグであるベースボール・チャレンジ・リーグの新潟アルビレックス・ベースボール・クラブでプレーした。

## 選手としての特徴
- 一塁手としての守備力はあまり高くない。
- 打撃面ではパンチ力を生かした打撃に定評がある。

## 詳細情報

### 背番号
- 27 （2016年）